# Леон Луї Лаланн
Леон Луї Кретьєн Лаланн (фр. Léon Louis Chrétien Lalanne; 3 липня 1811, Париж — 13 березня 1892, Париж) — французький інженер і політик.

## Біографія
Леон Луї Кретьєн народився у Парижі 3 липня 1811 року у родині лікаря Франсуа Жюльєна Леона Кретьєна та його дружини Аврори Марі Дамар Ланглуа; у 1820 році Леон Луї взяв прізвище Лаланн-Кретьєн, а потім він прибрав Кретьєн для практичного використання, ставши Леоном Лаланном. Він мав брата, історика, Людовіка Лаланна (1815—1898). Лаланн навчався у ліцеї Луї-Ле-Гран, де він був однокласником Евариста Галуа. У 1829 році вступив до політехнічної школи Парижа. У 1831 році — до Національного інституту мостів і доріг. Після цього працював інженером-будівельником переважно в Північній Франції з 1832 до 1843 року. У 1837 році він відвідав південь Росії на запрошення Анатолія Демидова. З 1839 року працював зі своїм майбутнім тестем Жаном-Клодом Арну на Лінь-де-Со. Лаланн одружився у 1841 році. Під час революції 1848 року Лаланн був одним із керівників національних майстерень. Під час цивільних заворушень він командував батальйоном Гарде Насьональ у Парижі.
Як інженер-будівельник Лаланн став відомий завдяки своїй участі у будівництві залізниць в Іспанії, Швейцарії та Валахії, де він вперше побував у 1852 році. З 1853 року Лаланна направили на будівництво залізничних ліній у Франції (частина маршруту у Страсбург, Арденни, Булонь і Кале та ін), у Швейцарії (1856—1860 роки, залізнична мережа на захід) і Північної Іспанії (1860—1861 роки), та за маршрутом Кордова та Севілья. У 1856 році він ще раз відвідав Валахію. У 1867 році став генеральним інспектором, а у 1876 році став директором Національного інституту мостів і доріг. Лаланн брав участь у проєктах уздовж Дунаю, у Будапешті, з проєктом мосту у Сілістрі, працював з демаркації ділянок згідно з Берлінським трактатом (1878). У 1879 році Лаланн став членом Французької академії наук, а у 1881 році пішов у відставку, отримав звання гранд-офіцера ордена Почесного легіону 18 січня 1881 року. У 1883 році він став довічним сенатором на стороні помірних лівих. У 1882 році очолив раду директорів «Компанії де омнібус де Парі», яка була монополістом громадського транспорту у Парижі. 13 березня 1892 року Леон помер у віці 80 років.

## Внесок у науку

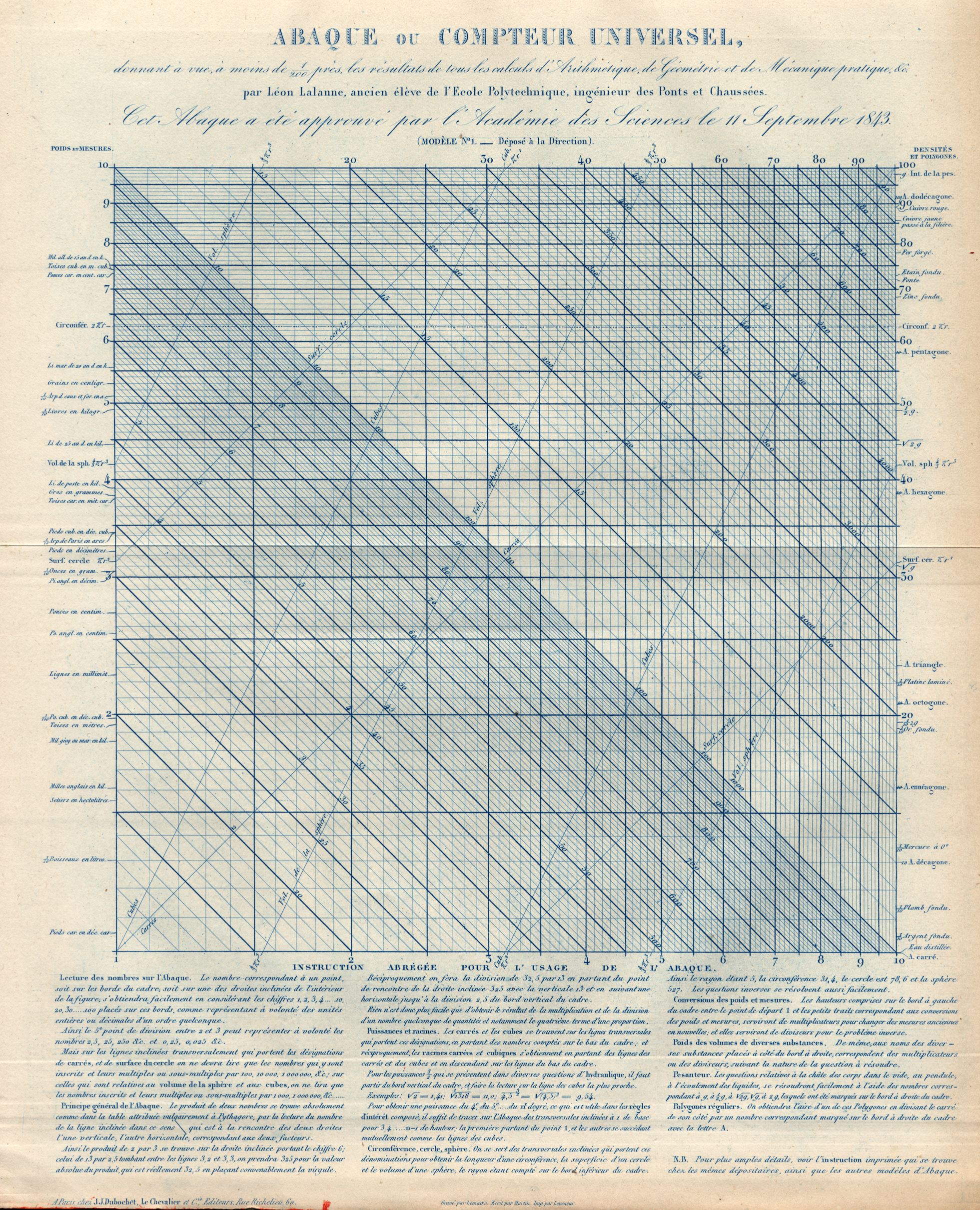
Абак чи «універсальний комп'ютер» Леона Лаланна

Лаланн є одним із творців французької та бельгійської залізничних систем.
Винайшов та опублікував графічний метод оптимізації проєктування доріг, нині відомий як ескіз Лаланна. Вперше прояснив різницю між ізометричною лінією (ізолінією) й ізоплетою (псевдоізолінією). У 1845 році створив карти з контурами щільності населення, оголосив про «рівносторонній закон» — рівної відстані між центральними містами, який він виявив у Франції, задовго до теорії центральних місць Вальтера Крісталлера.
Піднявши в своїх роботах міркування про транспортні маршрути та розподіл населення, стає одним із засновником транспортної ієрархічної моделі. З Морісом Оканем Лаланн вважається винахідником номограми. Намір полягав у тому, щоб замінити логарифмічну лінійку. У статті 1846 року Лаланн досліджував ідеї анаморфозу та використання проєктивних перетворень, які були додатком для вирішення кубічного рівняння. Він назвав цей номограмічний прилад як «абак». Цей «універсальний калькулятор» мав 60 функцій, реалізованих графічно. Через півстоліття Моріс Окань надав загальну теорію, засновану на проєктивній геометрії, для нелінійних шкал, пов'язаних номографом.
У 1840 році Лаланн вперше використовував врівноважену трійкову систему.
У 1840 році він винайшов механічний комп'ютер, здатний вирішувати чисельно поліноміальні рівняння аж до сьомого ступеня. Універсальний комп'ютер використовував графік у подвійному логарифмічному масштабі. Чарльз Дарвін у своєму рукописі «Природний добір» (1859) використав роботу Лаланна з геометрії бджолиних стільників (1840). У 1830 році він намалював полярну діаграму, яка відображала силу океанічного вітру.